# Nachal Avinadav
Nachal Avinadav (hebrejsky: נחל אבינדב) je vádí v severním Izraeli, v pohoří Gilboa a v Bejtše'anském údolí, jež je součástí příkopové propadliny okolo řeky Jordán)
Začíná v nadmořské výšce okolo 300 metrů ve východní části pohoří Gilboa, východně od lokální silnice 667, na východních svazích hory Har Avinadav, na jejímž vrcholu leží vesnice Mejrav. Poblíž horní sekce vádí leží jeskyně Ma'arat Avinadav (מערת אבינדב). Vádí pak směřuje k východu a prudce klesá po odlesněných svazích do zemědělsky využívaného Bejtše'anského údolí, přičemž z jihu míjí terénní zlom Matlul Avinadav a skalnatý pás Cukej Migda. V tomto úseku je ale přírodní koryto vádí narušeno areálem povrchového dolu a je nepřístupné. Do údolí ústí vádí západně od vesnice Revaja. V této zemědělsky intenzivně využívané oblasti je vodní režim změněn kvůli rozsáhlým melioračním zásahům a vádí je tu svedeno do umělých vodotečí, které jsou napojeny na řeku Jordán.